# Sandhausen
Sandhausen è un comune tedesco di 15 455 abitanti, situato nel land del Baden-Württemberg.

## Sport
Il Sandhausen è la società calcistica cittadina. Nella stagione 2023-2024 milita in 3. Liga, la terza serie del calcio tedesco.